# Kaltenecker Zsolt
Kaltenecker Zsolt (Budapest, 1970. október 12. –) magyar billentyűs, aki jelenleg a Special Providence zenekarban, a Lantos Zoltán Mirrorworldben és az 1705 trióban zenél.

## Pályafutása
Sváb származású családban született. Festőművész nagyapja, Kaltenecker Artúr a második világháború után megváltoztatta nevét „Kutasra”, a hatósági zaklatás elkerülése végett. Zsolt klasszikus zenei tanulmányait nyolcéves korában kezdte. Ekkor zongora- és énektanárnő nagyanyja gyakorolt vele, de nagyon nem szeretett játszani, majd néhány év elteltével az improvizáció és a komponálás felé fordult az érdeklődése. 
Gimnazista korában progresszív rockzenét hallgatott és játszott egy rockzenekarban, a televízióban pedig néha látott részleteket a pori dzsesszfesztiválról, de az ottani zenék nem igazán érdekelték. Később viszont meghallotta Keith Jarrett kölni koncertjét és Chick Corea Electric Bandjét, melyek hatására kezdett el felfedezni másokat is. 1996-ban végzett a Liszt Ferenc Zeneművészeti Főiskola Jazz-zongora szakán, az év őszén pedig New Yorkban Jaki Byardnél tanult magánúton.
1997-ben visszavette családjuk eredeti nevét, a Kalteneckert. Még ebben az évben megjelent első nagylemeze Ivory Tower címen, majd az 1999-es Songs From The 20th Century az „Év Jazzlemeze” díjat kapta. Ezután szinte minden évben megjelent albuma. Koncertezett illetve turnézott már Csehországban, Szlovákiában, Japánban, Oroszországban, Angliában, Ausztriában, Romániában és Lengyelországban.
2000 óta lemezei Japánban is megjelennek, 2003 óta pedig egyre többet játszik elektronikus billentyűs hangszereken és ma már a szintetizátort tekinti fő hangszerének. 2008. április 22-én megalapította a K.L.B. Trio nevű formációt, amelyben mellette még Lukács Péter és Borlai Gergő játszik. Ezzel a zenekarral 2009-ben adták ki első és utolsó lemezüket, a Just Like Jazzt, mivel a csapat még abban az évben feloszlott. Kaltenecker a 2009 elején alakult Bin-Jip nevű együttesbe került Harcsa Veronikával, Gyémánt Bálinttal és Józsa Andrással.
2010-ben Dés Andrással és Piri Bélával megalapította az 1705 triót. Első lemezüket a zenekar nevével megegyező címmel 2012-ben, második lemezüket Zone címmel 2015-ben adták ki.
Meglehetősen egyéni játékstílusáról és hangzásáról 2008-ban így írt egy kritikus:
Kaltenecker zenei világának csápjai több irányba nyúlnak, a közönség mégsem az összegabalyodást érzi, hanem a tiszta képletek és a világos szándékok nyomában egy élvezetes, minden elemében mai dzsessz által válik érintetté.

## Diszkográfia
- 1997 – Ivory Tower
- 1999 – The Crossing
- 1999 – Songs From The 20th Century
- 2000 – In The Beginning There Was The Rhythm
- 2001 – Rainy Films
- 2002 – Triangular Expressions
- 2002 – Wanderlust
- 2003 – Melodies
- 2003 – Sad
- 2004 – Alchimia
- 2005 – Shantansz
- 2007 – Impossible
- 2007 – Winter's Tale

### 1705
- 2012 – 1705
- 2015 – Zone

## Díjak
- 1999 – „Év Jazzlemeze” (Songs From The 20th Century)
- 2009 – Artisjus-díj

## Külső hivatkozások
- Hivatalos oldal
- MySpace